# Luigi Taveri
Luigi Taveri (19. září 1929 Horgen – 1. března 2018) byl švýcarský motocyklový závodník. Stal se třikrát mistrem světa v závodech silničních motocyklů, a to v kubatuře 125 kubických centimetrů, v letech 1962, 1964 a 1966. Všechny tři tituly získal na Hondě. Ve stopětadvacítkách byl též třikrát druhý, v roce 1955, 1957 a 1963, a třikrát třetí, v letech 1956, 1958, 1961. Jezdil ale i jiné kubatury a i tam měl výborné výsledky, celkové druhé místo si připsal ve dvěstěpadesátkách v roce 1956 a v padesátkách v roce 1965, třetí byl ve 250 cc v roce 1960, dvakrát v 50 cc (1962, 1966) a v 350 cc v roce 1963. Grand Prix jezdil v letech 1954–1966, absolvoval 143 závodů, z nichž třicet vyhrál a 89krát stál na stupních vítězů. Je jediným motocyklistou, který bodoval ve všech šesti kubaturách, které se kdy na Grand Prix jezdily. Po ukončení závodní kariéry si otevřel karosářskou dílnu v Au, části obce Wädenswil, na břehu Curyšského jezera.